# Vladimir Svetilko
Vladimir Kirillovič Svetilko (in russo Владимир Кириллович Светилко?; Tambov, 28 settembre 1915 – Tbilisi, 28 marzo 1996) è stato un sollevatore sovietico medagliato mondiale e campione europeo che ha gareggiato nella categoria dei pesi leggeri (fino a 67,5 kg.).

## Biografia
Nato in Russia ma cresciuto a Batumi, in Georgia, Vladimir Svetilko praticò da giovane il nuoto e diversi altri sport prima di dedicarsi al sollevamento pesi mentre prestava servizio militare in marina.
Riuscì ad emergere come sollevatore nel corso dei Campionati nazionali sovietici a partire dal 1943 e nel 1946 cominciò a far parte della squadra nazionale sovietica in occasione dei Campionati mondiali di Parigi, dove conquistò la medaglia d'argento con 347,5 kg. nel totale di tre prove, dietro allo statunitense Stanley Stanczyk (367,5 kg.).
Svetilko fu per quattro volte campione nazionale sovietico dal 1948 al 1951 e nel 1950 terminò in terza posizione ai Campionati mondiali ed europei di Parigi con 347,5 kg. nel totale, alle spalle dello statunitense Joe Pitman (352,5 kg.) e dell'egiziano Attia Hamouda (350 kg.), conquistando pertanto la medaglia di bronzo mondiale e la medaglia d'oro europea.
Nel corso del 1951, dopo aver vinto il suo quarto titolo nazionale consecutivo, Svetilko terminò la propria carriera agonistica, durante la quale stabilì anche un record mondiale nella prova di distensione lenta.
Successivamente divenne allenatore di sollevamento pesi e responsabile tecnico del comitato georgiano di sollevamento pesi dell'URSS, nonché direttore di una scuola sportiva a Tbilisi.
Morì a Tbilisi il 28 marzo del 1996.